# Exhumed (Computerspiel)
Exhumed (engl. für exhumiert) ist ein Ego-Shooter, der von Lobotomy Software entwickelt und im Jahr 1996 in Europa von BMG Interactive für PC und Sega Saturn sowie 1997 für die PlayStation veröffentlicht wurde. In Nordamerika erschien das Spiel unter dem Titel PowerSlave über Publisher Playmates Interactive. 
2022 veröffentlichten die Nightdive Studios ein Remaster der Konsolenversionen unter dem Titel PowerSlave Exhumed für PC, PlayStation 4, Xbox One und Nintendo Switch.

## Spielprinzip
Exhumed spielt in der alten, ägyptischen Stadt Karnak zur Zeit des späten 20. Jahrhunderts. Die Region wurde von mysteriösen Kräften überrannt und der Spieler wird mit einem Spezial-Kommando ausgesandt, um die Situation zu klären. Allerdings wird der Helikopter, der das Team absetzen soll, abgeschossen und der namenlose Held ist der einzige, der den Absturz überlebt.
In dessen Rolle muss der Spieler nun auf eigene Faust die Tempelanlagen und Katakomben der ägyptischen Stadt durchkämmen und dem Geheimnis, das Karnak umgibt, auf die Schliche kommen. Dabei muss er sich mit Hilfe sowohl konventioneller als auch magischer Waffen wie einem M60 Maschinengewehr, Flammenwerfer und dem zielsuchende Geschosse abfeuernden Kobrastab gegen zahlreiche übernatürliche Kreaturen wie Anubis-Krieger, Lavawürmer, Mumien und Riesenspinnen zur Wehr setzen und unterschiedliche Fallensysteme überwinden.

## Entwicklung
Ursprünglich sollte das Spiel von 3D Realms unter dem Titel Ruins: Return of the Gods veröffentlicht werden, um die Leistung der Build-Engine zu demonstrieren.
Das Spiel wurde unter verschiedenen Namen veröffentlicht: als Exhumed in den PAL-Regionen von BMG Interactive, als Seireki 1999: Pharaoh no Fukkatsu (engl. A.D. 1999: Pharaoh's Revival) in Japan und als PowerSlave von Playmates Interactive Entertainment für den nordamerikanischen Markt. Es wurde für die Plattformen Sega Saturn, Sony PlayStation und DOS zwischen Ende 1996 und Ende 1997 veröffentlicht.
Der Publisher Nightdive Studios erwarb die Rechte an dem Spiel und veröffentlichte erneut über digitale Distributionen, nach langer Zeit der Nicht-Verfügbarkeit. Das Remaster, das eine Fusion aus den beiden Konsolen-Versionen darstellt und ebenfalls die KEX Engine verwendet, erschien unter dem Titel PowerSlave Exhumed.

## Rezeption
Das Spiel sei voller Unzulänglichkeiten, die dem Publisher bekannt sein mussten, weshalb er der Fachpresse keine Testmuster zur Verfügung stellt. Exhumed mangele es an Innovationen, die Engine sei veraltet. Den Spielstand kann man nur am Ende des Levels speichern.
Die Portierung auf den Sega Saturn sei bemerkenswert. Das Scrolling sei flüssig, die Lichteffekte stimmungsvoll, die Musik passend zum ägyptischen Setting. Der Levelaufbau böte eine gute Mischung aus Action und Adventure ohne unfair zu werden. An einigen Stellen treten nicht aufsammelbare Gegenstände auf, die zu nahe an der Wand platziert wurden. Beim wieder betreten von absolvierten Levelabschnitten werde der Fortschritt nicht gespeichert: besiegte Gegner tauchen erneut auf und die Karte ist verdeckt.
Bei der Portierung auf die PlayStation wurde das Spiel stark aufgewertet. Es finden sich neue Rätsel, ein bemerkenswerter Soundtrack sowie eine gute Ausstattung an Waffen. Es gibt etliche einsammelbare Gegenstände. Einzige die Karte sei unübersichtlich.
Das Spiel sei durch frühe Metroidvania-Ansätze interessant. Das Remaster aus dem Jahr 2022 sei spielhistorisch wertvoll. Der Handlungsort sei unverbraucht. Die deutschsprachige Vertonung wurde hervorgehoben. Es gäbe jedoch Probleme mit der Hitbox des Spielercharakters und wenig unterschiedliche Gegner. Es handele sich um einen unterschätzten Klassiker, der sich zwar nicht so rund spiele wie ein moderner Shooter. Dennoch sei die Neuauflage ihr Geld wert.